# 英格爾斯 (堪薩斯州)
英格爾斯（英語：Ingalls）是一個位於美國堪薩斯州格雷縣的城市。

## 地方資料
根據2020年美國人口普查的數據，英格爾斯的面積為0.66平方千米，當中陸地面積為0.66平方千米，而水域面積為0.00平方千米。當地共有人口252人，而人口密度為每平方千米381.82人。